# Antonio Calpe
Antonio Calpe Hernández (Valencia, España, 4 de febrero de 1940 - 7 de abril de 2021) fue un futbolista español que jugó como defensa en el CD Alcoyano, en el Levante UD y en el Real Madrid CF.

## Trayectoria
Empezó profesionalmente en el CD Alcoyano, compitiendo la temporada 1961-62 en Tercera División. En la temporada 1962-63 fichó en el Levante UD que estaba en Segunda División y al acabar el año subió el equipo a Primera División. Como curiosidad, Calpe esa temporada jugó todos los partidos y además de titular. En la temporada 1965-66 fue traspasado al Real Madrid CF, siendo uno de los componentes del llamado equipo yeyé y ganar cinco trofeos importantes, incluyendo cuatro campeonatos nacionales y la Copa de Europa en 1966.
En el verano de 1971 con 31 años de edad, Calpe tuvo dos lesiones muy importantes: ligamentos cruzados y rotura del tendón de Aquiles y regresó a su anterior club, que estaba en Tercera División. En la temporada 1973-74 subió a Segunda División, y se retiró definitivamente en 1975. En la temporada 1981-82 firmó como entrenador del Levante UD. Y por último, en la temporada 1982-83 se convirtió en uno de los tres gerentes del equipo.
Falleció en la madrugada del 7 de abril de 2021, tras una larga enfermedad.

## Clubes
| Club           | País   | Año         |
| -------------- | ------ | ----------- |
| CD Alcoyano    | España | 1961 - 1962 |
| Levante UD     | España | 1962 - 1965 |
| Real Madrid CF | España | 1965 - 1971 |
| Levante UD     | España | 1971 - 1975 |

## Palmarés

### Campeonatos nacionales
| Título             | Club           | País   | Año  |
| ------------------ | -------------- | ------ | ---- |
| Campeonato de Liga | Real Madrid CF | España | 1967 |
| Campeonato de Liga | Real Madrid CF | España | 1968 |
| Campeonato de Liga | Real Madrid CF | España | 1969 |
| Copa               | Real Madrid CF | España | 1970 |

### Campeonatos internacionales
| Título         | Club           | Sede     | Año  |
| -------------- | -------------- | -------- | ---- |
| Copa de Europa | Real Madrid CF | Bruselas | 1966 |

### Distinciones
| Distinción                                         | Año  |
| -------------------------------------------------- | ---- |
| Medalla de Plata - Real Orden del Mérito Deportivo | 2001 |

### Otros Títulos
- 2 Trofeos Ramón de Carranza
- 1 Trofeo Teresa Herrera
- 1 Trofeo Mohamed V
- 1 Trofeo Ciudad de Palma de Mallorca
- 1 Trofeo Colombino